# Henri-Wolrad de Waldeck
Henry Wolrad, comte de Waldeck (28 mars 1642 à Culemborg - 15 juillet 1664 à Graz) est comte de Waldeck-Eisenberg et seigneur de Culemborg à partir de 1645.

## Biographie
Il est le fils du comte Philippe Dietrich de Waldeck-Eisenberg et son épouse Marie-Madeleine de Nassau-Siegen. Il épouse en 1660, Élisabeth-Julienne, une fille du comte Philippe VII de Waldeck-Wildungen. Le mariage reste sans enfant.
Il hérite de Waldeck-Eisenberg lorsque son père meurt en 1645, à l'âge de trois ans. Son oncle Georges-Frédéric de Waldeck prend la régence. Henry Wolrad réside au château d'Eisenberg. Au cours de son règne, le château est encore une fois rénové. Ses armoiries et celles de sa femme et le nombre 1642 sont la preuve de cette rénovation. Il essaye de faire revivre la mine d'or d'Eisenberg par l'obtention d'une licence d'exploration, cependant, ce n'est pas une réussite.
Henri Wolrad est sur en chemin pour rejoindre les troupes contre l'Empire ottoman, lorsqu'il meurt subitement à Graz. Puisqu'il n'a pas d'héritier mâle, Waldeck-Eisenberg revient à son oncle George Frédéric.